# 東京ミレナリオ

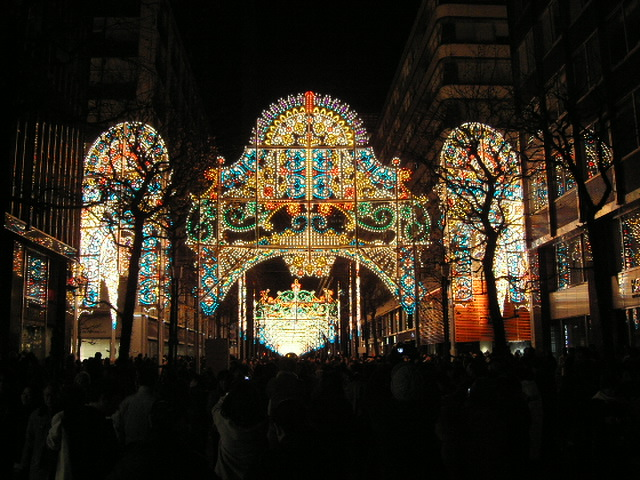
東京ミレナリオ2005

東京ミレナリオ（とうきょうミレナリオ、TOKYO MILLENARIO）は、毎年12月下旬から年明けにかけて東京都千代田区の丸の内（東京駅丸の内方面〜丸の内仲通り〜東京国際フォーラム）で行われていた祭典。
丸の内界隈の通りに仕立てたイルミネーション（電飾）を夜間に点灯し、美しさを楽しむイベントとして1999年より開催。神戸ルミナリエ同様、イタリア人のヴァレリオ・フェスティ (Valerio Festi) と今岡寛和との共同作品であった。
東京駅丸の内口の復原工事に伴い第7回開催（東京ミレナリオ2005-2006）で一旦休止となったが、2012年の同駅駅舎完成をもって新たなイベント「東京ミチテラス」として再開されたが、2023年は開催されなかった。

## 概要
開催時には丸の内仲通りをメイン会場として「パラトゥーラ」と呼ばれる電飾のアーチで彩られ、この他にサテライト会場として東京駅前丸の内方面側と東京国際フォーラム地上広場でも電飾が彩られていた。
開催期間はクリスマスイヴである12月24日〜1月1日（年明けの点灯時間は0:00〜3:00頃）までで、この間に計9回の点灯が行われ、1回の点灯につき平均20万人が来場していた。
メイン会場である丸の内仲通り及びその周辺道路はパラトゥーラ点灯時間中は車道に交通規制がかかり、来場者はパラトゥーラを車道を通って観覧する形となっていた。この際には大手町より有楽町方面への一方通行となり、逆行は不可であった（歩道に関しては一方通行の対象外、通常時の車両の一方通行とは逆になっている）。会場を縦断する行幸通り及び鍛冶橋通りには交通規制がかからないため、丸の内仲通りとの交差点には大量の警備員と案内誘導スタッフが配置され、ロープ等の使用により事故防止のための来場者及び通行車両の誘導を行っていた。

## 点灯時間
以下は第7回開催（東京ミレナリオ2005-2006）時における点灯時間である（全て日本時間表記）。
- 12月24〜31日 - 17:30〜21:00頃
- 1月1日 - 0:00〜3:00頃

## 名称
「東京ミレナリオ」は、第1回開催が1999年から2000年をまたぐ時期であったため、イタリア語の千年祭を意味する「ミレナリオ」 (millenario) と命名された。
「神戸ルミナリエ」と語感は似ているが、ミレナリオとルミナリエの両語のあいだに語源的つながりはない。ルミナリエ (luminarie) はイタリア語で「イルミネーション」の意味である。